# Наяхан (река)
Наяха́н (устар. Наеху; эвенк. Найакан; коряк. Эйгывал) — река в Магаданской области России, течёт по территории Северо-Эвенского района.
Длина — 162 км. Площадь водосборного бассейна — 3490 км².
Начинается на склонах Колымского хребта от слияния ручья Ветреный с рекой Нялкадяк на высоте 891 м над уровнем моря. Впадает в Наяханскую губу на севере Гижигинской губы залива Шелихова в северо-восточной части Охотского моря.
Притоки (от истока): 
- правые: Лёд[7], Ветка, Опиндя, Краскомна, Маймакан[9], Пушанга[10], Ингачи, Крюк[11], Шумный, Хакандя[10], Мунничан[12], Хаккая, Верхняя Осиновка, Рогач, Кэнгрэчэн[13], Далакан, Кадычан, Правая Осиновка[14], Анманракан, Угольный, Больничный[15];
- левые: Кардяк[7], Валун[9], Мартах[10], Дёлондё (Джалянджа), Тэнкэли, Сосед[11], Нимкачан, Бокгапа[10], Левый Мунничан[13], Анмандыкан, Левая Осиновка[14].

Код водного объекта в государственном водном реестре — 19100000112119000135829.

## Описание
- В устьевой части реки Наяхан ранее располагался посёлок Наяхан, который с 1931 года являлся центром Северо-Эвенского района Магаданской области.
- Примерно в 7,5 км от истока по правому берегу реки Наяхан расположено озеро Нярка, которое питает реку Наяхан.
- Для верхнего течения характерны большие наледи, которые не тают в течение всего лета.
- В среднем течении пойма не широкая, с многочисленными старыми высохшими руслами, и узкими протоками, образовавшимися в результате эрозийной деятельности стока реки во время весенних паводков.
- До настоящего времени река Наяхан является внутренним водным рыбохозяйственным объектом на котором осуществляется рыболовство лососевых видов рыб — горбуши, кеты, гольца.